# Chronicle Mysteries
Chronicle Mysteries è una serie di film gialli americani/canadesi del 2019 con Alison Sweeney nei panni di Alex McPherson, una conduttrice di podcast, e Benjamin Ayres nei panni di Drew Godfrey, il direttore di un quotidiano locale. Ambientato nella piccola città di Harrington in Pennsylvania, va in onda su Hallmark Movies & Mysteries negli Stati Uniti.

## Cast principale
- Alison Sweeney nei panni di Alexandra "Alex" McPherson, una conduttrice di podcast che si trasferisce nella sua città natale e rimane a gestire il quotidiano locale, The Chronicle, di proprietà di suo zio.
- Benjamin Ayres nei panni di Andrew "Drew" Godfrey, un padre single che lavora come caporedattore del quotidiano The Chronicle.
- Michael Kopsa nei panni di Miles Lewiston, l'editore e proprietario di The Chronicle e lo zio di Alex.
- Rebecca Staab nei panni di Eileen Bruce, giornalista lifestyle del quotidiano.[5]
- Olivia Steele Falconer nei panni di Kendall Godfrey, la figlia adolescente di Drew che stagista presso il giornale.
- Dave Collette nei panni di Charlie "Chuck" Matthews, responsabile stampa del giornale.
- Toby Levins nei panni di Sean Mullen, un pompiere locale che si interessa ad Alex.

## Personaggi
- Una cella grigio scuro indica che il personaggio non era nel film.

| Personaggio     | Titolo                 | Titolo           | Titolo                 |
| Personaggio     | Ritrovati              | L'uomo sbagliato | Legami di famiglia     |
| --------------- | ---------------------- | ---------------- | ---------------------- |
| Alex McPherson  | Alison Sweeney         | Alison Sweeney   | Alison Sweeney         |
| Disegna Godfrey | Benjamin Ayres         | Benjamin Ayres   | Benjamin Ayres         |
| Miles Lewiston  | Michael Kopsa          | Michael Kopsa    | Michael Kopsa          |
| Eileen Bruce    | Rebecca Staab          |                  | Rebecca Staab          |
| Kendall Godfrey | Olivia Steele Falconer |                  | Olivia Steele Falconer |
| Chuck Matthews  | Dave Collette          | Dave Collette    | Dave Collette          |
| Sean Mullen     | Toby Levis             | Toby Levis       | Toby Levis             |

## Produzione e riprese
I primi tre film sono stati girati a Vancouver, in Canada. Due film sono ancora inediti in Italia.